# 利特爾福克 (明尼蘇達州)
利特爾福克（英語：Little Fork）是一個位於美國明尼蘇達州康契欽縣的城市。

## 人口
根據2020年美國人口普查的數據，利特爾福克的面積為3.08平方千米，皆為陸地。當地共有人口553人，而人口密度為每平方千米180人。